# KS Amica Wronki
El Klub Sportowy Amica Wronki fou un club de futbol polonès de la ciutat de Wronki.

## Història
L'equip va ser fundat el 1992 i ascendí a la primera divisió el 1995. Guanyà la copa polonesa tres temporades consecutives entre 1998 i 2000. El 2006 es fusionà amb Lech Poznań creant el KKS Lech Poznań, i el 2007 acabà desapareixent.

## Palmarès
- Copa polonesa de futbol: 
  - 1998, 1999, 2000

- Supercopa polonesa de futbol: 
  - 1998, 1999